# Брукс Мацек
Брукс Мацек (  — Винипег, 15. мај 1992) професионални је немачки хокејаш на леду који игра на позицији централног нападача.
Члан је сениорске репрезентације Немачке за коју је на међународној сцени дебитовао на светском првенству 2016. године.
Учествовао је на улазном драфту НХЛ лиге 2010. где га је као 171. пика у шестој рунди одабрала екипа Детроит ред вингса. 
Од 2016. игра за немачки Ред бул из Минхена. 